# Uspienka (Tuwa)
Uspienka (ros. Успенка) – wieś w Rosji, w Tuwie, w kożuunie tandińskim. W 2021 liczyła 572 mieszkańców.